# جيل لاندري
جيل لاندري (بالإنجليزية: Gill Landry)‏ هو مغن مؤلف وفنان الشارع أمريكي، ولد في 10 ديسمبر 1975 في ليك تشارلز في الولايات المتحدة.

## وصلات خارجية
- الموقع الرسمي
- جيل لاندري على موقع IMDb (الإنجليزية)
- جيل لاندري على موقع ميوزك برينز (الإنجليزية)
- جيل لاندري على موقع أول ميوزيك (الإنجليزية)
- جيل لاندري على موقع ديسكوغز (الإنجليزية)
- جيل لاندري على موقع قاعدة بيانات الفيلم (الإنجليزية)
- جيل لاندري على موقع أول موفي (الإنجليزية)
- جيل لاندري على موقع أول موفي (الإنجليزية)